# Positivstellensatz von Krivine und Stengle
Der Positivstellensatz von Krivine und Stengle ist eine Charakterisierung positiver Polynome auf semialgebraischen Mengen über reell abgeschlossenen Körpern, insbesondere auch über den reellen Zahlen. Er fällt in das Gebiet der reellen algebraischen Geometrie.
Der Satz kann als reelles Analogon zum Hilbertschen Nullstellensatz verstanden werden. Er wurde 1964 von Jean-Louis Krivine und 1974 von Gilbert Stengle bewiesen.

## Aussage
Sei {\displaystyle R} ein reell abgeschlossener Körper, betrachte den Polynomring {\displaystyle R[\mathbf {x} ]=R[x_{1},\ldots ,x_{n}]} über {\displaystyle R} in {\displaystyle n} Variablen. Seien {\displaystyle F=\{f_{1},\ldots ,f_{m}\}} und {\displaystyle G=\{g_{1},\ldots ,g_{r}\}} endliche Teilmengen von {\displaystyle R[\mathbf {x} ]}. Betrachte die semialgebraische Menge
{\displaystyle W=\{x\in R^{n}\mid \forall f\in F,\,f(x)\geq 0;\,\forall g\in G,\,g(x)=0\}}
und definiere die dazugehörige Präordnung
{\displaystyle P(F,G)=\left\{\sum _{\alpha \in \{0,1\}^{m}}\sigma _{\alpha }f_{1}^{\alpha _{1}}\cdots f_{m}^{\alpha _{m}}+\sum _{\ell =1}^{r}\varphi _{\ell }g_{\ell }\;{\bigg |}\;\sigma _{\alpha }\in \Sigma ^{2}[\mathbf {x} ];\ \varphi _{\ell }\in R[\mathbf {x} ]\right\}.}
Dabei ist {\displaystyle \Sigma ^{2}[\mathbf {x} ]} die Menge der Quadratsummen in {\displaystyle R[\mathbf {x} ]}, also die Menge aller endlichen Summen quadrierter Polynome. Alle Polynome in {\displaystyle P(F,G)} sind offensichtlich nichtnegativ auf {\displaystyle W}, man kann {\displaystyle P(F,G)} somit als "algebraisches Zertifikat" für Nichtnegativität auf {\displaystyle W} sehen. Der Positivstellensatz qualifiziert, inwiefern dieses algebraische Zertifikat alle nichtnegativen Polynome abdeckt.
Sei {\displaystyle p\in R[\mathbf {x} ]} ein Polynom. Der Positivstellensatz von Krivine und Stengle besagt:
(i) Es gilt {\displaystyle \forall x\in W\;p(x)\geq 0} genau dann, wenn {\displaystyle \exists q_{1},q_{2}\in P(F,G),s\in \mathbb {Z} :q_{1}p=p^{2s}+q_{2}.}
(ii) Es gilt {\displaystyle \forall x\in W\;p(x)>0} genau dann, wenn {\displaystyle \exists q_{1},q_{2}\in P(F,G):q_{1}p=1+q_{2}.}

## Varianten
Die folgenden Sätze sind Spezialisierungen des Positivstellensatzes von Krivine und Stengle unter stärkeren Annahmen. Sie finden unter anderem Anwendung in der polynomiellen Optimierung.

### Positivstellensatz von Schmüdgen
Betrachte den Fall {\displaystyle R=\mathbb {R} } und {\displaystyle G=\emptyset }. Ist die semialgebraische Menge {\displaystyle W=\{x\in \mathbb {R} ^{n}\mid \forall f\in F,\,f(x)\geq 0\}} kompakt, so gilt
{\displaystyle \forall x\in W:p(x)>0\iff p\in P(F,\emptyset ).}
für jedes Polynom {\displaystyle p\in \mathbb {R} [\mathbf {x} ]}. Der Positivstellensatz von Schmüdgen ist für {\displaystyle R=\mathbb {R} } formuliert und gilt im Allgemeinen nicht für alle reell abgeschlossenen Körper.

### Positivstellensatz von Putinar
Betrachte anstatt von {\displaystyle P(F,G)} den quadratischen Modul
{\displaystyle Q(F,G)=\left\{\sigma _{0}+\sum _{j=1}^{m}\sigma _{j}f_{j}+\sum _{\ell =1}^{r}\varphi _{\ell }g_{\ell }\;{\bigg |}\;\sigma _{j}\in \Sigma ^{2}[\mathbf {x} ];\ \varphi _{\ell }\in \mathbb {R} [\mathbf {x} ]\right\}.}
Angenommen, {\displaystyle Q(F,G)} sei archimedisch, das heißt, es gebe ein {\displaystyle r\in R} mit {\displaystyle r>0} und {\displaystyle r-\sum _{i=1}^{n}x_{i}^{2}\in Q(F,G)}. Dann gilt 
{\displaystyle \forall x\in W:p(x)>0\;\Longrightarrow \;p\in Q(F,G).}
für jedes Polynom {\displaystyle p\in \mathbb {R} [\mathbf {x} ]}.